# Classe Minekaze
La classe Minekaze (峯風型駆逐艦, Minekazegata kuchikukan) est la première classe de destroyers de 1re classe de la Marine impériale japonaise construite après la Première Guerre mondiale.
Les navires étaient obsolètes dès le début de la guerre du Pacifique et furent relégués, pour la plupart, à des rôles secondaires de navires de patrouille ou ravitailleurs à grande vitesse. Ils servirent aussi au transport des kaiten (torpille suicide).

## Contexte
L'État-major de la marine impériale japonaise décide de construire des destroyers moyens de même conception de la classe Momi, dans le cadre de la Flotte huit-huit.
Avec des moteurs puissants ils doivent pouvoir servir d'escorteurs aux nouveaux croiseurs de bataille de la classe Amagi prévus dans ce plan de réarmement japonais.
Aucun navire ne fut achevé avant la fin du conflit mais la construction fut poursuivie pour remplacer des bâtiments anciens.

## Conception
La classe Minekaze, malgré une conception transitoire, rompt avec la conception de construction britannique. Le gaillard d'avant est rallongé et le reste du pont est rabaissé pour l'utilisation des tubes lance-torpilles.
Deux turbines à vapeur Parsons Marine Steam Turbine Company alimentées par 4 chaudières Kampon permettent une grande vélocité mais avec une consommation élevée de carburant réduisant leur rayon d'action.
L'armement comprend quatre fois un canon de 12 cm/45 Type 3.

## Service
Mis en service dans les années 1920, les navires de classe Minekaze furent le pilier des escadrons de destroyers de la marine impériale japonaise jusque dans les années 1930. Ils furent progressivement remplacés par des destroyers de conceptions techniques plus avancées.
En 1938, l' Okikaze a été désarmé. Mais en 1941, la guerre approchant à grands pas, ses canons furent rermis en place.
Les Nadakaze et Shimakaze ont été reclassés comme patrouilleur entre 1939 et 1940. En 1939 le Sawakaze a été utilisé comme navire de sauvetage pour avions à la base navale aérienne de Tateyama, mais il a repris son rôle initial dès le début de la guerre.

## Les unités
| Nom       | Chantier naval                       | Quille           | Lancement        | Service           | Fin de carrière                              | Photo |
| --------- | ------------------------------------ | ---------------- | ---------------- | ----------------- | -------------------------------------------- | ----- |
| Minekaze  | Arsenal naval de Maizuru             | 20 avril 1918    | 8 février 1919   | 29 mai 1920       | coulé le 31 mars 1944                        |       |
| Sawakaze  | Mitsubishi Heavy Industries-Nagasaki | 7 janvier 1918   | 7 janvier 1919   | 6 mars 1920       | retiré le 15 septembre 1945 détruit ern 1948 |       |
| Okikaze   | Arsenal naval de Maizuru             | 22 février 1919  | 3 octobre 1919   | 17 août 1920      | coulé le 10 janvier 1943                     |       |
| Shimakaze | Arsenal naval de Maizuru             | 5 septembre 1919 | 31 mars 1920     | 15 novembre 1920  | coulé le 12 janvier 1943                     |       |
| Nadakaze  | Arsenal naval de Maizuru             | 9 janvier 1920   | 26 juin 1920     | 30 septembre 1920 | coulé le 25 juillet 1945                     |       |
| Yakaze    | Mitsubishi Heavy Industries-Nagasaki | 15 août 1918     | 20 avril 1920    | 20 juillet 1920   | patrouilleur à partir 1942 détruit en 1945   |       |
| Hakaze    | Mitsubishi Heavy Industries-Nagasaki | 11 novembre 1918 | 21 juin 1920     | 16 septembre 1920 | coulé le 23 janvier 1943                     |       |
| Shiokaze  | Arsenal naval de Maizuru             | 15 mai 1920      | 22 octobre 1920  | 29 juillet 1921   | coulé le 5 octobre 1945                      |       |
| Akikaze   | Mitsubishi Heavy Industries-Nagasaki | 7 juin 1920      | 14 décembre 1920 | 16 septembre 1921 | coulé le 3 novembre 1944                     |       |
| Yūkaze    | Mitsubishi Heavy Industries-Nagasaki | 14 décembre 1920 | 28 mai 1921      | 24 août 1921      | retiré le 5 octobre 1945 détruit en 1947     |       |
| Tachikaze | Arsenal naval de Maizuru             | 18 août 1920     | 31 mars 1921     | 5 décembre 1921   | coulé le 18 février 1944                     |       |
| Hokaze    | Arsenal naval de Maizuru             | 30 novembre 1920 | 12 juillet 1921  | 22 décembre 1921  | coulé le 6 juillet 1944                      |       |

Sous-classe Nokaze : les trois derniers navires de la classe Minekaze ont incorporé un certain nombre d'améliorations acquises par l'expérience opérationnelle, et forment une sous-catégorie distincte. La principale différence était dans l'agencement de l'armement vers l'arrière.
| Nom      | Chantier naval           | Quille          | Lancement        | Service          | Fin de carrière                          | Photo |
| -------- | ------------------------ | --------------- | ---------------- | ---------------- | ---------------------------------------- | ----- |
| Nokaze   | Arsenal naval de Maizuru | 16 avril 1921   | 1er octobre 1921 | 31 mars 1922     | coulé le 20 février 1945                 |       |
| Namikaze | Arsenal naval de Maizuru | 7 novembre 1921 | 24 juin 1922     | 11 novembre 1922 | retiré le 5 octobre 1945 cédé à la Chine |       |
| Numakaze | Arsenal naval de Maizuru | 10 août 1921    | 25 février 1922  | 24 juillet 1922  | retiré le 18 décembre 1943               |       |